# Прогалля
Прогалля (Проґале, пол. Progale) — село в Польщі, у гміні Гайнівка Гайнівського повіту Підляського воєводства.

## Історія
У 1975—1998 роках село належало до Білостоцького воєводства.
У минулому було присілком села Хитра.